# Luigi Meroni
Luigi (Gigi) Meroni (ur. 24 lutego 1943 w Como, zm. 15 października 1967 w Turynie) – włoski piłkarz, występujący na pozycji prawego pomocnika.
W 1966 rozegrał 6 meczów i strzelił 2 gole w reprezentacji Włoch. Wystąpił na Mundialu 1966.
Zginął w wypadku drogowym.